# Alte Brüderkirche (Kassel)

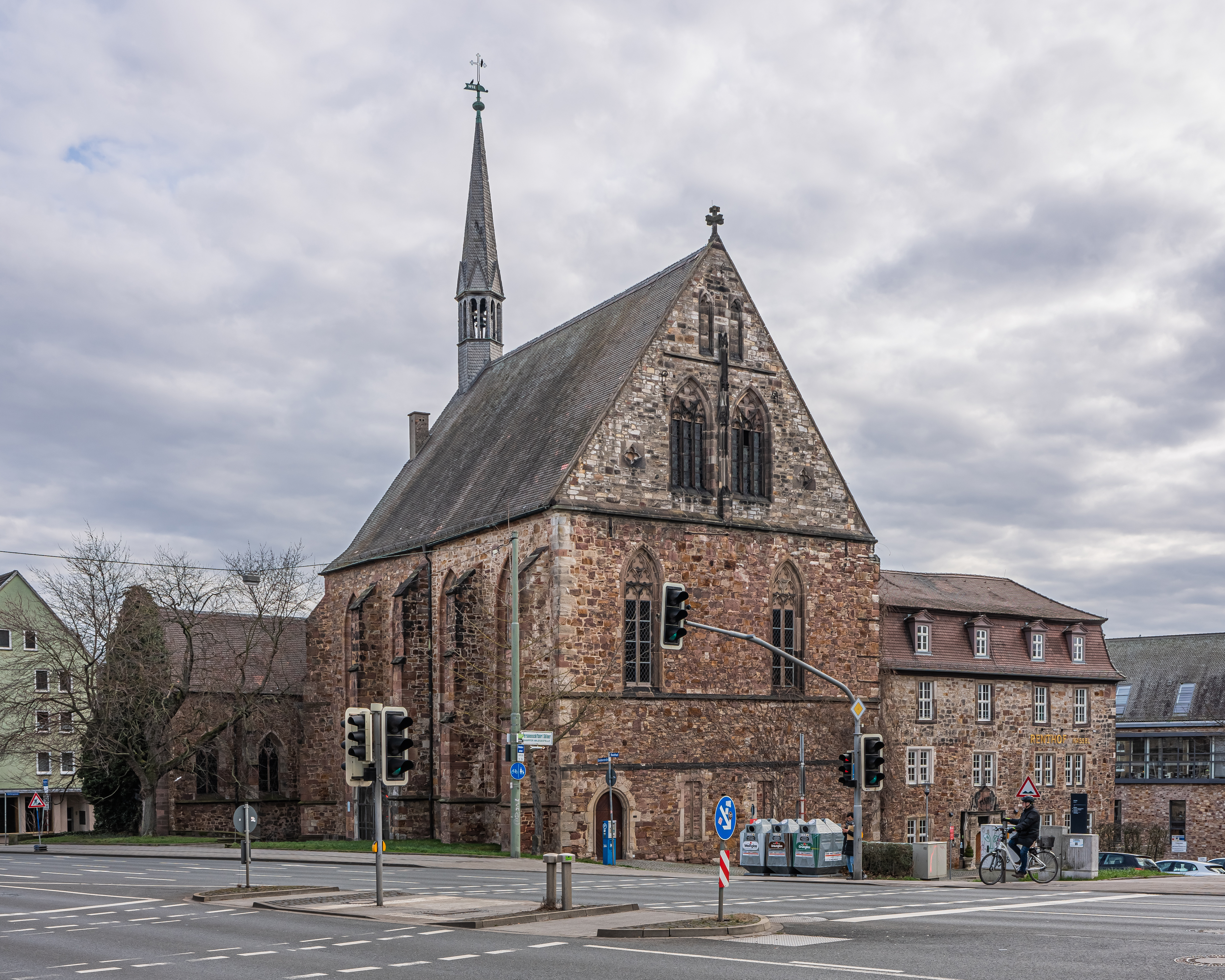
Alte Brüderkirche, Außenansicht

Die Alte Brüderkirche ist das älteste hochgotische Baudenkmal und das zweitälteste noch stehende Kirchengebäude der Stadt Kassel. Die Brüderkirche ist ein Bestandteil des Renthofs.

## Geschichte
Die Ordensgemeinschaft der Karmeliten wurde möglicherweise durch Landgraf Heinrich I. im Jahr 1262 in Kassel angesiedelt. Diese auf spätere Chroniken zurückgehende Angabe gilt aber als zweifelhaft. Die erste Ansiedlung lag abseits des späteren Klosters, möglicherweise in der Fleischhauergasse in der Altstadt, wo später ein Haus im Besitz des Ordens bezeugt ist; auf eine Niederlassung („Terminei“) dort deuten urkundliche Nachrichten hin. Den Bau eines festen Konvents mit Kirche verhinderten aber zunächst die Nonnen des Klosters Ahnaberg, denen damals das Patronat über die Kirchen in Kassel zukam. Sichere erste Nachricht liegt vor für 1292, als Erzbischof Gerhard II. von Eppstein den Brüdern den Bau einer Kirche in Kassel unter Wahrung der bisherigen Pfarrverhältnisse erlaubte. Nachdem es Landgraf Heinrich I. 1294 gelungen war, die verbliebenen Streitpunkte zu schlichten, konnte mit dem Bau begonnen werden. Das Kloster, offiziell domus ordinis beatae Mariae virginis de monte Carmeli, hieß im Volksmund das Brüderkloster. Als Baugrund für Kirche und Konvent kaufte der Orden ein Grundstück im Vorfeld der alten königlichen Burg nahe der Fulda. Die Ordensbrüder durften in ihrer Kirche predigen, ihnen war aber zum Beispiel die Annahme von Gütern oder Testamenten untersagt, auch die Aufnahme von Bürgern als Novizen unterlag Beschränkungen. Dementsprechend blieb das Konvent immer relativ arm. 1492 verzichtete etwa Landgraf Wilhelm I. wegen dessen Armut auf sein Recht, das Kloster zu reformieren. 1526 klagte Subprior Gottfried Hagedorn von Guxhagen beim Landgrafen Philipp I., dass sie nicht in der Lage wären, sich und das Kloster zu erhalten und willigten deshalb in seine Auflösung ein. Damals waren 24 Bewohner im Kloster verbürgt.
Um 1300 wurde festgelegt, dass die Karmeliten den Gottesdienst in der Kapelle der nahegelegenen Burg (an der Stelle des späteren Landgrafenschlosses) durchführen sollten, dafür wurde ihnen die immer noch ausstehende Hälfte des Kaufpreises für das Kirchen- und Klostergrundstück erlassen. Bedeutende Karmeliten in Kassel waren etwa Konrad von Arnsberg (später Weihbischof in Köln), Johannes von Hildesheim (1358 Prior, später Prior des Klosters Marienau bei Hameln) und Eberhard Billick (Theologe und gewählter Weihbischof in Köln). Johannes in Campis wurde, nach Auflösung des Stifts, evangelischer Pfarrer der Martinskirche.
Mit dem Bau der Kirche wurde möglicherweise bereits 1294 begonnen. Für dieses Jahr ist die Weihe von zwei Altären bezeugt, die wohl in einem provisorischen Notbau standen. 1299 ist ein vierzigtägiger Ablass zugunsten des Baus verbürgt. 1304 weihte der Kölner Weihbischof Heinrich Jonghen den der Gottesmutter Maria geweihten Hauptaltar. Der Bau ging aber offenbar schleppend voran. Erst 1331 wurde der Chor fertiggestellt und geweiht. Eine früher vorhandene Bauinschrift gab den Schluss des Gewölbes und damit die Fertigstellung des Kirchenschiffes für das Jahr 1376 an. Baunähte am Gebäude zeigen an, dass der Chor in zwei Bauabschnitten und das Langhaus in zwei weiteren errichtet wurden. Aufgrund späterer Stiftungen Kasseler Bürger sind für die Kirche mindestens sieben Altäre überliefert.
Mit der Einführung der Reformation in der Landgrafschaft Hessen wurde das Kloster 1526 aufgelöst. Da die benachbarte Pfarrkirche auf dem Marställer Platz abgerissen wurde, fanden die Gottesdienste nun in der Brüderkirche statt. 1527 wurde das westlichste Joch des Langhauses beim Abbruch der alten Altstädter Pfarrkirche beschädigt und daraufhin abgerissen und 1529 wurde eine neue Westwand errichtet. Der Bau blieb ansonsten zunächst fast unverändert. 1530 wurde der Hochaltar vereinfacht. Der calvinistische Landgraf Moritz ersetzte ihn dann durch einen einfachen Tisch. Es wurde eine Empore eingebaut, die Grabsteine und der Lettner wurden entfernt. Von 1685 bis 1794 diente die Brüderkirche auch der altstädtischen hugenottischen Gemeinde als Pfarrkirche. Das Innere wurde 1859 renoviert, 1870/1871 der Westgiebel regotisiert und dabei wurden große Maßwerkfenster neu eingebrochen.
Während des Zweiten Weltkriegs wurde die Brüderkirche in der Nacht vom 22. zum 23. Oktober 1943 beim schweren Bombenangriff auf die Stadt zerstört. Die Ruine wurde nach dem Krieg wieder aufgebaut und die Kirche dann am 23. Oktober 1955 wieder eingeweiht.

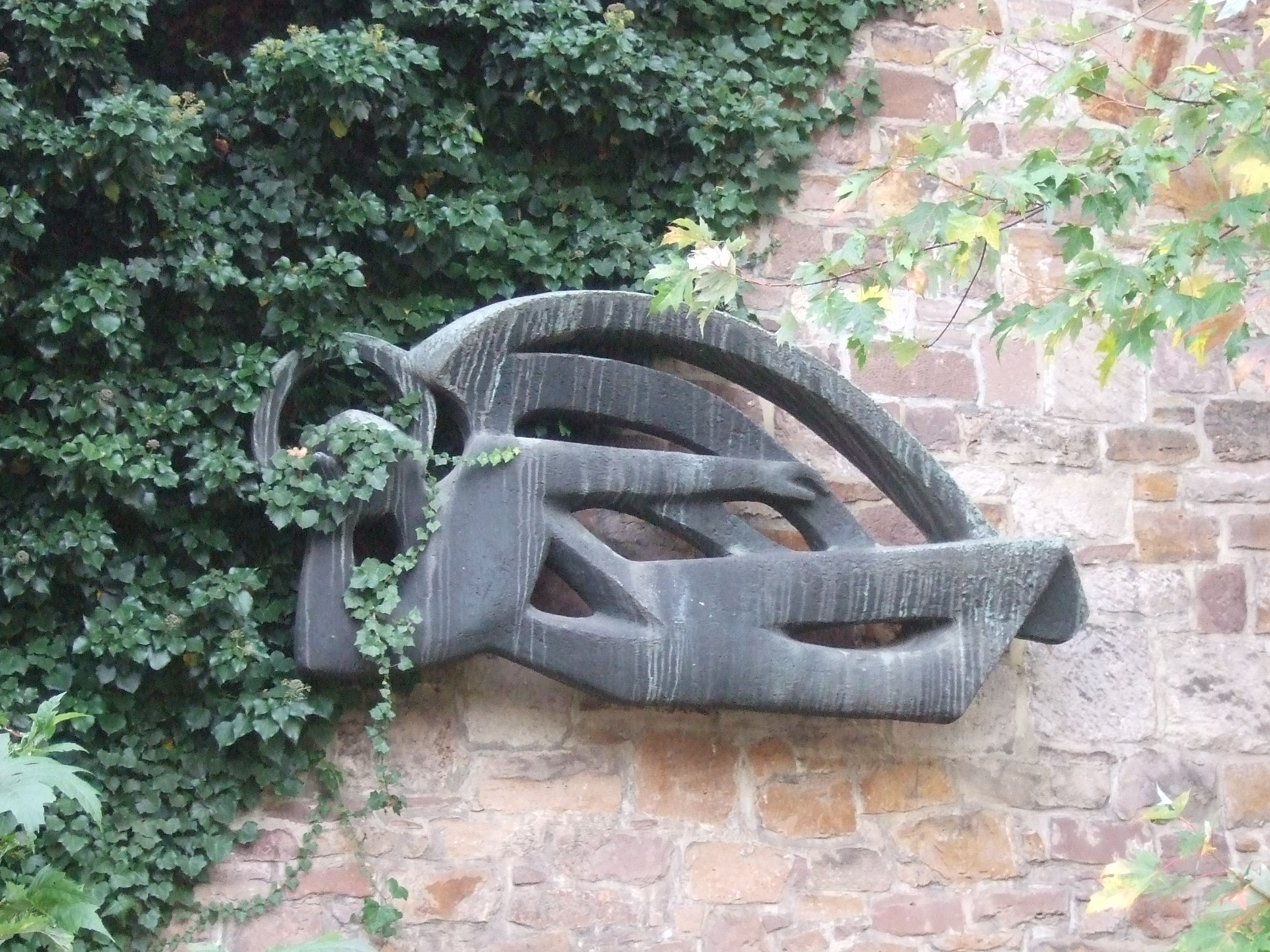
Mahnender Engel

An der Nordseite des Gebäudes wurde im November 1958 durch den Gesamtverband der evangelischen Kirchengemeinden das Erinnerungsmal an die Opfer der Bombenangriffe „Mahnender Engel“ angebracht. Die Skulptur wurde von Kurt Lehmann geschaffen.
1971 wurde für die Altstädter Kirchengemeinde ein neues Gemeindezentrum mit der Neuen Brüderkirche in der Weserstraße 26 errichtet. Die Alte Brüderkirche wurde daraufhin entwidmet und eine Stiftung Brüderkirche gegründet.

## Bau
Die Brüderkirche ist eine hochgotische asymmetrisch zweischiffige, kreuzgewölbte Hallenkirche mit polygonalem Fünfachtelschluss des Chores, ähnlich anderen Bettelordenskirchen der Region. Der Bau besteht aus vier (ehemals aus fünf) Jochen des Langhauses und drei Chorjochen, neben dem Hauptschiff mit nur einem Seitenschiff von 5,7 m Breite, im Norden. Das Hauptschiff erreicht eine lichte Breite von 8,3 Metern bei einer Höhe von 14,4 Metern. Vor dem Abbruch des westlichsten Jochs des Langhauses ist eine Länge von 49 Metern zu rekonstruieren. Das Innere ist auf drei schlanken, achteckigen Pfeilern und Wandkonsolen rippengewölbt, die Gewölbe nach Kriegszerstörung erneuert. Die erhaltenen Schlusssteine zeigen figürliche Plastik (unter anderem springende Löwen als Wappensteine). Die Wandkonsolen des Langhauses sind als einfach handwerklich gestaltete Köpfe gebildet. Der Bau ist überwiegend aus, bis 1870 verputztem, einfachen Bruchmauerwerk aus Sandstein errichtet, die tragenden Architekturteile und Zierformen aus behauenen Sandsteinquadern (mit vereinzelten Steinmetzzeichen).
Die Formensprache des Baus unterscheidet sich von früheren Bauten in Niederhessen, die meist von der Marburger Elisabethkirche abgeleitet werden können. Für die Brüderkirche sind Bezüge zu Thüringer Kirchen (in Erfurt), besonders aber Vorbilder aus der Architektur der Kirchen des Dominikanerordens anzunehmen.
Dem spitzbogigen Nordportal ist ein halbkreisförmig tonnengewölbter spätgotischer Vorbau vorgelagert, im Tympanon des Portals ein Relief der Beweinung Christi (hessisch-thüringische Arbeit mit niederländischen Anklängen). Die Gewölbe sind an der freien Nordseite und am Chor durch einfache Strebepfeiler abgefangen, an der Südseite unterblieben diese wegen der anschließenden Klausur, hier wurde stattdessen die Wandstärke erhöht. Die Fenster sind einfach zwei- bzw. dreibahnig, mit Dreipass-, Vierpass- und herzförmigem Maßwerk, in den östlichen Seitenschifffenstern spätgotisches Fischblasenmaßwerk. Wegen der ehemals anschließenden Klausur setzten die Fenster auf der Südseite höher an.

## Ausstattung
Von der historischen Ausstattung der Kirche ist nach calvinistischer Säuberung und Kriegszerstörung nichts erhalten. Im Bau befinden sich noch beschädigte Epitaphien: An der Südwand für Otto Georg von Scholley, Kämmerer und Festungskommandant zu Cassel, gestorben 1583, in der Mitte mit Vollbild des Verstorbenen, kniend, in oval geschlossenem Feld mit bekrönendem Wappen. Außerdem für Simon Bing, Kommandanten der Festung und Grafschaft Ziegenhain und Berater der Landgrafen Philipp und Wilhelm, gestorben 1581.
Im Chorpolygon ist der ursprüngliche Wandtabernakel erhalten, er zeigt einfaches Maßwerk und Reste der originalen farbigen Fassung.

## Heute
Heute finden in der Brüderkirche kulturelle und gesellschaftliche Veranstaltungen statt. An bestimmten Tagen wie der Osternacht oder am Heiligen Abend finden in der Alten Brüderkirche wieder Gottesdienste statt. Während der documenta IX war die Kirche ein Ausstellungsort.